# Pindamonhangaba
Pindamonhangaba – miasto i gmina w Brazylii, w stanie São Paulo. Znajduje się w mezoregionie Vale do Paraíba Paulista i mikroregionie São José dos Campos.
W mieście rozwinął się przemysł papierniczy, włókienniczy, chemiczny oraz hutniczy.